# Small Town Records
Small Town Records ist ein britisches Musiklabel. Es wurde 2004 gegründet. Anlass hierfür war der gescheiterte Versuch des Gründers die Band Penknifelovelife zu einem Plattenvertrag beim Label Punkstatic Recordings zu verhelfen, nachdem dieser die Gruppe bei einem Konzert in Bradford gesehen hatte.
Im Februar 2005 wurde die Debüt-EP während eines Konzerts der Gruppe mit Enter Shikari und Bring Me the Horizon in Leeds veröffentlicht. Seitdem hat das Label mehr als 50 Veröffentlichungen von Bands aus der Screamo-, Metal-, Hardcore-, Punk-, Emo-, Pop-Punk- und Indie-Rock-Szene herausgebracht. Viele Bands des Labels spielten bereits auf dem SXSW, Download-Festival, Sonisphere Festival und der Taste-of-Chaos-Tour.
Die Veröffentlichungen werden weltweit vertrieben.

## Bands
- Devil Sold His Soul
- Fei Comodo
- Shadows Chasing Ghosts
- While She Sleeps
- The Elijah
- The Hype Theory
- Acoda
- The First
- Paige
- Floods
- Violet
- Campus
- With One Last Breath
- First Signs of Frost